# Прва уједињена црква у Дофену
Прва уједињена црква у Дофену једна је од десетак цркава у овом највећем преријском граду, са 10.300 становника, у области Паркланд у покрајини Манитоба, Канада. Црква је настала уједињењем три црквене заједнице; Саборне, Презбитеријанске и Методистичке, 1929. године. 

## Историјат
Први кораци за настанак Уједињене цркве у Канади, учињени су 1925. године када су и започети први разговор о уједињењу Саборне, Презбитеријанске и Методистичке цркве у једну јединствену цркву. У Дофену су две цркве - Презбитеријанска и Методистичка - наставиле да раде као засебне зајединице све до 1929. године, када су на састанцима обе цркве именоване комисије, са задатком да се сретну и разговарају о могућностима уједињењења ове две заједнице.
Када је постигнут договор и одобрено уједињење 1929. године, у Дофену је Прва уједињена црквена заједница задржала Методистичку црквену зграду, на углу Главне улице и Четврте авеније, а зграда Презбитеријанске цркве, која је продата неколико година касније уништена је у пожару.
Током 1947. године стара црква је реновирана и за то је утрошено око 33.000 CAD. Црква је подигнута, а испод ње је изграђен подрум, чиме је добијен простор за изградњу салона за даме, сале за недељну школу, просторија за хор, кухиње и тоалета; а монтиран је и нови систем за грејање.
Због све већих активности, настала је потреба за већом црквом, тако да је крајем педесетих година 20. века, донета одлука о изградњи
новог црквеног објекта који би омогућио смештајне услове за све проширење програма образовања Хришћана. За изградњу нове зграде изабран је простор у Трећој авенији у Дофену. Изградња цркве, чији су износили 250.000 CAD зпочета је 21. јуна 1961. године. 
Последња миса у старој црквеној згради у Главној улуци одржана је у недељу, 28. јануара 1962. - а недељу дана касније такође у недељу, 4. фебруара, одржана је прва миса у новоизграђеној цркви, која је у свом суседству имала и зграду за образовање верника.

## Опис
Ова једноспратна и једноставна грађевина корисне површине 950 m² окружена лепо уређеном парковском површином која се заједно са црквом простире на 1.627 m². Црква која је у основи једнобродна грађевина, дрвене конструкције, препокривена је кровом од валовитог лима у браон боји, на две воде, који се у облику шатора спушта до земље. У цркцву се улази кроз двострука двокрилна врата окренута према истоку. Светлост у цркву улази кроз прозорске оквире изнад улазних врата и кроз светле отворе који су у виду проширења спуштају са врха до земље у средњем делу крова.
Бочно на цркву, са њене источне стране надовезује са парохијски дом у коме су смештене пратеће просторије.